# إجزم (حيفا)
إجزم قرية فلسطينية تم تهجير أهلها بالقوة من قبل العصابات الصهيونية خلال معارك 1948 تقع على بعد 28 كم جنوبي حيفا في القسم الغربي لجبل الكرمل. أقيم على أنقاضها مستعمرة كيريم مهرال ولا زالت بعض بيوت القرية القديمة موجودة ويستعملها سكان المستعمرة.

## نبذة تاريخية وجغرافية
تقع في القسم الغربي من جبل الكرمل على ارتفاع 100 م فوق سطح البحر 28 كلم جنوبي حيفا. من شرقها يقع جبل المقوّرة، وفي غربها جبل المغيّر كما يوجد في شمالها الشرقي سهل يسمّى وادي الحمام. بالإضافة إلى ذلك يمر بشمالها واد يصب في البحر المتوسط يدعى وادي المغارة. القرية معروفة بغناها بالآبار والينابيع وجميع آبار القرية من الآبار الكفرية (الرومانية). وكلمة (إجزم) بمعنى قطع أو عزم.
بلغت مساحة أراضيها 46905 دونمات نصفها من الأراضي السهلية التي زرعت بالغلال والخضروات والتبغ، أما النصف الأخر فقد زرع بالفواكه والزيتون والتين. يحيط بها أراضي قرى أم الزينات ودالية الكرمل وعين حوض والمزار وجبع وعين غزال وقدر عدد سكانها عام 1922 حوالي 1610 نسمة وفي عام 1945 حوالي 2970 نسمة.
أهم عائلاتها: زيدان وعواجا (أكبر عائلات القرية) عمار وجزماوي وبني هرماس (بيت ماضي، بيت خديش) والعواصي والزيود ومنهم مشينش والعزايزة عبد الهادي والوشاحي والبلالطة والطوافشة وعيد وعواد ومحسن وأبو حمدة وأبو قدورة وأبو زرد وأبو شقير والواوي والأبرص وجياب وأبو عمر وأبو شقرة وعائلة عبد المعطي وعائلة نوفل والدراوشة وأبو حامد وأبو سرية وأبو خليفة والفرايزة وأسعد والنبهاني وغريفي وأبو حرب وأبو ازميروا والسكران وأبو صلاح ومشيلح وقدسية.
تعتبر القرية ذات موقع أثري يحتوي على تل من الأنقاض كما يحيط بها مجموعة من الخرب منها: خربة كبارة وخربة الماقورة. قامت المنظمات الصهيونية المسلحة بهدم القرية وتشريد أهلها البالغ عددهم عام 48 حوالي (3445) نسمة وكان ذلك في 24-7-1948. وفي عام 1949 أقام الصهاينة على أنقاض القرية مستعمرة (كيريم مهرال [الإنجليزية]
).
يوجد في القرية العديد من عيون المياه منها، عين الحاج عبيد وعين العِجْلة، عين الصَفْصافة.

## إجزم في ثورة 1936
كانت القرية نشيطة جداً في ثورة 1936 -1939، وقد أقيمت فيها ثلاثة فصائل عملت تحت إمرة القائد يوسف سعيد أبو درة، كان قادتها كل من: محمود حسين سليمان الشهير ب(محمود العواجا) توفيق أبو حامد وأحمد عبد المعطي وعبد القادر أبو حمدة وأحمد زيدان. وقد كان عدد الثوار فيها قرابة السبعين.
أقيمت محكمة فرعية للثورة في القرية. وقد استشهد من أبناء القرية في الثورة قرابة 15 شهيد.

## القرية اليوم
دُمّرت القرية جزئياً، وتُرك المسجد عرضة للخراب. لكن عدة منازل ما زالت قيد الاستعمال. وقد حُوّل ديوان مسعود الماضي وهو بناء من طبقتين شُيّد في القرن الثامن عشر- إلى متحف، وحُوّلت المدرسة إلى كني، والمقهى إلى مكتب للبريد. ويزرع الإسرائيليون السهل المجاور، بينما حُوّلت المناطق الجبلية إلى متنزهات.
من ضمن شهداء القرية ثلاثة استشهدوا بإحدى المعارك التي استعان الإنجليز بالطائرات وقصف الثوار وكان أحد الشهداء الثلاثة الشهيد أحمد يونس إبراهيم جرادات من اليامون - جنين.

## السكان المهجرون
توجه قسم من السكان المهجرين إلى العراق واستقر جزء أخر في مخيم جنين ومخيم نور شمس ومخيم اليرموك ومخيم درعا ومخيم الرمل ومخيم عين التل ومخيم اللاذقية وغيرها من مخيمات لبنان وشمال الأردن فترة النكبة.

## أعلام البلدة
- مسعود الماضي
- يوسف النبهاني
- معين الماضي
- فلاح الماضي
- تقي الدين النبهاني
- هاني الحسن
- بلال الحسن
- خالد الحسن
- محمد توفيق البجيرمي
- عبد الحميد وشاحي
- زيناتي قدسية